# Michael Ostrog
Michael Ostrog se llamaba un sospechoso de origen ruso a la identidad de Jack el Destripador, que resultó sindicado a tal efecto en el memorándum elaborado por Sir Melville McNaghten en 1894.
Se trataba de un estafador con profusos antecedentes policiales que perpetró múltiples timos y fraudes, aunque jamás se pudo acreditar que hubiera incurrido en delitos de sangre. Según investigaciones relativamente recientes, durante 1888 se hallaba preso en Francia, y tal circunstancia descartaría cualquier participación que se le pretendiese achacar en los homicidios seriales de Whitechapel.

## Biografía delictiva
Nació en Rusia en 1833, y poco se sabe de sus primeros años en su país. Comienza a darse a conocer tras emigrar a Inglaterra, pues en 1863, a los treinta años, comete su inicial robo en la Universidad de Oxford, mientras usaba el alias de Max Grief. En esa oportunidad lo detienen y condenan a diez meses de cárcel.
Al año siguiente, por diversos fraudes consumados en la ciudad de Cambridge, es encerrado durante tres meses. En diciembre de 1864 le recae condena por ocho meses, nuevamente a causa de sus fraudes. En agosto de 1866 lo condenan a siete años de prisión por una serie de robos, en especial de relojes de oro hurtados en una joyería de la localidad de Maistone.
En 1873 sale de prisión y pronto emprende otra sucesión de hurtos. Lo arrestan y conducen a la comisaría de la localidad de Bruton-on-Trent, donde se resiste e intenta disparar un arma de fuego contra los agentes. En enero de 1874 y a consecuencia de tales robos y del desacato e intento de homicidio, es condenado a diez años de cárcel; saldrá libre en 1883.
Cuatro años más tarde, en julio de 1887, roba el trofeo de un concurso de críquet. Lo arrestan y condenan a seis meses de prisión.
De nuevo libre en marzo de 1888, las autoridades carcelarias lo consideraban curado. No obstante, en un artículo de Police Gazette se sostuvo que era muy peligroso. El 18 de septiembre de ese año, ya estando en París, Francia, comete otro robo y es nuevamente sentenciado.
Sale libre al tiempo y retorna a Inglaterra. En 1891 es internado en un asilo en Surrey.
Tras esta reclusión, el penado seguirá periódicamente saliendo y entrando de prisiones por la comisión de hurtos, timos, y fraudes, hasta 1904, año desde el cual nada más se sabe de él, presumiéndose que pudiera haber fallecido por entonces.

## Michael Ostrog: De timador profesional a presunto asesino en serie
Este hombre –tal cual se observa en el anterior apartado– fue un conocido estafador profesional que utilizaba variados disfraces a fin de mejorar la posibilidad de éxito en sus timos. También acostumbraba valerse de numerosos alias con idéntico propósito. Siempre buscó rodearse de un aire de misterio, y propaló toda suerte de embustes acerca de su vida y sus actividades.
Uno de los bulos más creativos consistía en repetir haber servido como médico cirujano en la Armada Rusa. Tal versión, quedó de manifiesto, no representaba sino otra más de sus tantas mentiras.
Aun cuando en el memorándum del jerarca de Scotland Yard, Sir Melville Leslie MacNaghten, se lo reputó sospechoso de ser Jack the Ripper, los investigadores no localizaron en su pasado constancia de ilícitos violentos, y menos aún, de la comisión de homicidios. Sus antecedentes criminales únicamente incluían hurtos y estafas, siendo estimado como un delincuente de “guante blanco”.
En la década de 1990, Philiph Sugden, experto en el caso de Jack el Destripador, ubicó registros policiales en los cuales Michael Ostrog devino imputado por delitos menores que determinaron su encarcelación en Francia durante el año 1888, precisamente cuando ocurrieron los crímenes victorianos.
Obviamente tal comprobación avala de manera fehaciente la inocencia del seudo médico ruso, disipando los recelos que durante largo tiempo recayeron sobre él por devenir señalado en 1894, en el “memorándum MacNaghten”, al cargo de probable asesino de las víctimas de Jack el Destripador.